# Топі Яакола
Топі Яакола (фін. Topi Jaakola; 15 листопада 1983, м. Оулу, Фінляндія) — фінський хокеїст, захисник. Виступає за «Йокеріт» (Гельсінкі) у Континентальній хокейній лізі.
Вихованець хокейної школи «Кярпят» (Оулу). Виступав за «Кярпят» (Оулу), ХК «Седертельє», ХК «Лулео», «Амур» (Хабаровськ), «Лев» (Прага).
В чемпіонатах Фінляндії — 351 матч (9+37), у плей-оф — 72 матчі (4+9). В чемпіонатах Швеції — 190 матчів (4+33), у плей-оф — 38 матчів (2+11).
У складі національної збірної Фінляндії учасник чемпіонатів світу 2009, 2010, 2011, 2012 і 2015 (41 матч, 0+3). У складі молодіжної збірної Фінляндії учасник чемпіонатів світу 2002 і 2003. У складі юніорської збірної Фінляндії учасник чемпіонату світу 2001.
Досягнення
- Чемпіон світу (2011)
- Чемпіон Фінляндії (2004, 2005, 2007, 2008), срібний призер (2003), бронзовий призер (2006)
- Бронзовий призер молодіжного чемпіонату світу (2002, 2003)
- Бронзовий призер юніорського чемпіонату світу 2001.